# Ахалазия кардии
Ахалази́я ка́рдии — хроническое нервно-мышечное заболевание, характеризующееся отсутствием или недостаточным рефлекторным расслаблением нижнего пищеводного сфинктера, вследствие чего происходит непостоянное нарушение проходимости пищевода, вызванное сужением его отдела перед входом в желудок (называется «кардией») и расширением вышерасположенных участков. Развиваться может в любом возрасте.
Расстройства перистальтики выражаются в беспорядочных хаотичных сокращениях гладкой мускулатуры средних и дистальных отделов пищевода. Их амплитуда может быть резко снижена или, наоборот, увеличена.

## Эпидемиология
Распространённость составляет 10 случаев на 100 000 населения, а заболеваемость — 1 на 100 000 населения. Идиопатическая ахалазия встречается с одинаковой частотой как у мужчин, так и у женщин, чаще всего диагностируется в возрасте от 25 до 60 лет.

## Этиология
Этиология до сих пор неизвестна. В качестве основных рассматриваются три гипотезы: генетическая, аутоиммунная и инфекционная.
Генетическая: наиболее частой причиной развития ахалазии кардии у детей является мутация гена AAAS12q13, которая приводит к развитию аутосомно-рецессивного заболевания — синдрома Allgrove, или синдрома ААА, характеризующегося развитием ахалазии, алакримии и болезни Аддисона. Так же ахалазия кардии встречается  у детей с синдромами Дауна (примерно у 2%), Розицки и Робена.
Аутоиммунная гипотеза: по некоторым данным, у пациентов с ахалазией кардии риск развития аутоиммунных заболеваний в 3,6 раз выше, чем в общей популяции. Кроме того, у пациентов с ахалазией кардии обнаруживаются циркулирующие аутоантитела, чаще всего антитела к никотиновым рецепторам ацетилхолина, кальциевым каналам P/Q- и N-типа, декарбоксилазе глутаминовой кислоты (21%), скелетным мышцам (26%), а также антитела, известные под названием anti-Hu (антинейрональные аутоантитела), что подтверждает данную гипотезу.
Инфекционная гипотеза: в течение многих лет болезнь Шагаса рассматривают как один из этиологических факторов в развитии ахалазии кардии. Вторая фаза данного заболевания заключается в проникновении трипаносом в сердце и мышечный слой пищевода, где и происходит их кумуляция. Поражаются главным образом межмышечные сплетения пищевода, что в последующем приводит к дегенеративным изменениям в них и нарушению двигательной функции пищевода.

## Симптомы и течение
Клиническая картина ахалазии кардии характеризуется медленным, но неуклонным прогрессированием всех основных симптомов заболевания:

### Дисфагия
Это наиболее ранний и постоянный симптом ахалазии кардии. Но при данном заболевании дисфагия имеет некоторые важные особенности:
- затруднение в прохождении пищи появляется не сразу, а спустя 2-4 секунды от начала глотания;
- задержка пищевого комка ощущается больным не в области горла или шеи, а в грудной клетке;
- присутствуют симптомы, характерные для дисфагии, вызванной двигательными нарушениями на уровне глотки (попадание пищи в носоглотку или трахеобронхиальная, возникающая непосредственно во время глотания, осиплость голоса, хрипота и др.)

Дисфагия при ахалазии кардии возникает при употреблении как твёрдой, так и жидкой пищи. В большинстве случаев при ахалазии кардии проявления пищеводной дисфагии постепенно усиливаются, хотя этот процесс может растягиваться на достаточно длительный срок.

### Регургитация
Это пассивное поступление в полость рта содержимого пищевода или желудка, которое представляет собой слизистую жидкость или не переваренную пищу, съеденную несколько часов назад. Регургитация (срыгивание) обычно усиливается после приёма достаточно большого количества пищи, а также при наклоне туловища вперёд или ночью, когда больной принимает горизонтальное положение («синдром мокрой подушки»).

### Боль в грудной клетке
Развивается у 60 % больных и связана либо со значительным переполнением расширенного пищевода пищей, либо со спастическими сокращениями гладкой мускулатуры. Боль может локализоваться за грудиной, в межлопаточном пространстве и нередко иррадиирует в шею, нижнюю челюсть и т. п.

### Похудение
У больных с выраженным нарушением прохождения пищи по пищеводу (3-4 стадия ахалазии кардии), как правило, выявляется заметное похудение, несмотря на то, что у многих больных имеется повышенный аппетит. Чаще всего похудение связано с сознательным ограничением приёма пищи из-за боязни появления после еды болей в грудной клетке и дисфагии.

### Другие симптомы
При прогрессировании заболевания и значительном сужении просвета пищевода (4 стадия ахалазии кардии) у больных могут появиться симптомы так называемого застойного эзофагита: тошнота, отрыжка тухлым, повышенное слюноотделение, неприятный запах изо рта. Эти симптомы связаны с застоем и разложением пищи в пищеводе.
Изредка у больных с ахалазией кардии появляется изжога, обусловленная ферментативным расщеплением пищи в самом пищеводе с образованием большого количества молочной кислоты. Изжога при ахалазии кардии не связана с возникновением гастроэзофагеального рефлюкса (забросом кислого содержимого желудка в просвет пищевода), поскольку при этом заболевании имеет место
резкое повышение тонуса нижнего пищеводного сфинктера, который препятствует возникновению гастроэзофагеального рефлюкса.

## Стадии заболевания
| 1 стадия (функциональная) | Характеризуется непостоянным нарушением прохождения пищи по пищеводу вследствие кратковременных нарушений расслабления нижнего пищеводного сфинктера при глотании и умеренного повышения его базального тонуса. Расширение пищевода отсутствует.         |
| 2 стадия                  | Отмечается стабильным повышением базального тонуса нижнего пищеводного сфинктера, значительное нарушение его расслабления во время глотания и умеренное расширение пищевода выше места постоянного функционального спазма нижнего пищеводного сфинктера. |
| 3 стадия                  | Наблюдаются рубцовые изменения дистальной части пищевода, что сопровождается резким органическим его сужением (стенозом) и значительным (не менее чем в 2 раза) расширением вышележащих отделов.                                                         |
| 4 стадия                  | Отмечается выраженное рубцовое сужение пищевода в сочетании с его расширением, S-образной деформаций и развитием осложнений - эзофагита и параэзофагита.                                                                                                 |

## Диагностика
В связи с близкой симптоматикой, ахалазия может быть ошибочно диагностирована, как например, гастроэзофагеальная рефлюксная болезнь (ГЭРБ), диафрагмальная грыжа и, даже, психосоматические расстройства.
Для диагностики ахалазии применяются следующие исследования:
- Рентгенография с контрастированием пищевода барием.
- Манометрия — ключевой тест для установления диагноза. Это исследование позволяет объективно оценить двигательную активность глотки, пищевода, верхнего и нижнего пищеводного сфинктера. С помощью манометрического катетера измеряются волны давления в различных частях пищевода и желудка в процессе акта глотания.
- Эндоскопия пищевода и желудка. Особое внимание уделяется осмотру гастроэзофагеального перехода в тот момент, когда эндоскоп проходит через не расслабленный нижний пищеводный сфинктер.

## Лечение

### Модификация образа жизни
Пациентам с ахалазией кардии необходимо соблюдение диеты: следует исключить острые, кислые продукты, пища должна быть тёплой и принимать её нужно медленно, тщательно пережёвывая. Оптимальным считается пятиразовое питание небольшими порциями. После приёма пищи для исключения регургитации запрещено принимать горизонтальное положение, так же не рекомендуется спать в строго горизонтальном положении, так как пища надолго может задерживаться в пищеводе, во время сна верхний пищеводный сфинктер расслабляется, что может привести к регургитации и аспирации дыхательных путей.

### Консервативное лечение
Для консервативного лечения применяются две группы препаратов: блокаторы кальциевых каналов и нитраты, которые снижают давление в нижнем пищеводном сфинктере в среднем на 47-63 %. В связи с тем, что при консервативном лечении купировать симптомы ахалазии удаётся достаточно редко, а лекарственные средства имеют побочные эффекты, такие как головная боль, артериальная гипотензия и головокружение, консервативная терапия применяется в случае невозможности использования альтернативных методов лечения или при подготовке пациентов к пневмокардиодилатации или хирургическому лечению.
Однако в Европейских клинических рекомендациях по ахалазии, разработанных экспертами UEG (United European Gastroenterology), ESNM (European Society of Neurogastroenterology & Motility), ESGAR (European Society of Gastrointestinal and Abdominal Radiology) и EAES (European Association for Endoscopic Surgery and other interventional techniques) и опубликованных в 2020 году, не рекомендуется использовать блокаторы кальциевых каналов и нитраты, а также ингибиторы фосфодиэстеразы.

### Пневмокардиодилатация
Лечение целесообразно начинать с неоперативных методов, основным из которых является ступенчатая баллонная пневматическая дилатация (ПД) под флюороскопическим контролем. Эффективность ПД варьирует от 60 до 85 %, снижаясь пропорционально количеству проводимых курсов лечения. У 30-40 % больных возникает рецидив клинической симптоматики, в связи с чем требуется повторное лечение. Процедура заключается в расширении суженного участка пищеводно-желудочного перехода с помощью кардиодилататора, в результате чего снижается давление нижнего пищеводного сфинктера и улучшается пассаж пищи.

### Хирургическое лечение
Основным оперативным вмешательством является эзофагокардиомиотомия с неполной фундопликацией для предупреждения рефлюкса. Согласно отдалённым результатам, по эффективности она превосходит ПД, но в связи с необходимостью наркоза и из-за травматизации тканей, применяется только при неэффективности или невозможности проведения ПД.
В настоящее время клинические испытания проходит новая методика эндоскопической операции, так называемая POEM (Peroral Endoscopic Myotomy — пероральная эндоскопическая миотомия). Операция выполняется через рот. Через гастроскоп рассекается слизистая оболочка пищевода. После этого выполняется рассечение мышечной оболочки в области стеноза. Первичные результаты операции благоприятные.

## Прогноз
Ахалазия кардии рассматривается как предраковое заболевание, поскольку рак развивается у 3–8% больных с кардиоспазмом и ахалазией кардии и вероятность его возникновения возрастает с увеличением продолжительности заболевания, причём не только в кардии, но и в изменённом пищеводе. В связи с этим необходимо своевременное выявление и лечение больных. Ремиссия после пневматической дилатации в течение 5–10 лет составляет в среднем 75–90%.